# Favignana
Favignana est une commune de la province de Trapani dans la Sicile en Italie.

## Géographie
Favignana est l'île principale de l'archipel des Îles Égades (Isole Egadi). C'est la plus peuplée. Les deux autres îles habitées de l'archipel sont Marettimo et Levanzo

## Administration
| Période                                  | Période      | Identité         | Étiquette      | Qualité     |
| ---------------------------------------- | ------------ | ---------------- | -------------- | ----------- |
| 27 mai 2003                              | 8 avril 2008 | Gaspare Ernandez | Forza Italia   |             |
| 8 avril 2008                             | 16 juin 2008 | Giovanni Cudia   |                | Commissario |
| 16 juin 2008                             | En cours     | Lucio Antinoro   | Lista popolare |             |
| Les données manquantes sont à compléter. |              |                  |                |             |

### Hameaux
Les îles de Faravignana, de Marettimo (le port de Marettimo étant la frazione), de Levanzo, de Formica et l'île de Maraone, faisant partie de l'archipel des Îles Égades, sont administrées par la commune de Favignana.

### Communes limitrophes
Des transports maritimes assurent des liaisons fréquentes par l'intermédiaire d'alisccafi et ferries  entre ces îles et Trapani.

### Évolution démographique
Habitants recensés